# Narelle Davidson
Narelle Davidson (* 1949) ist eine australische Opernsängerin in der Stimmlage Sopran.

## Leben
Im Alter von 21 wurde sie 1971 Mitglied von Opera Australia, des größten australischen Opernensembles, mit dem sie zuerst die Königin der Nacht in Mozarts Die Zauberflöte am Sydney Opera House sang (Dirigent: Charles Mackerras). Vorher war sie schon in My Fair Lady in einer Produktion von J. C. Williamson zu hören gewesen. Am Sydney Opera House war sie Zweitbesetzung für Joan Sutherland. In Händels Alcina sang sie gemeinsam mit Joan Sutherland, Sutherland als Alcina und Davidson als Alcinas Schwester Morgana.
Sie sang unter anderem mit dem Australian Opera Chorus, dem Sydney Symphony Orchestra, und dem West Australian Symphony Orchestra.